# Colebatch
Colebatch – wieś w Anglii, w hrabstwie Shropshire. Leży 31 km na południowy zachód od miasta Shrewsbury i 225 km na północny zachód od Londynu.